# Provincia de Coronel Portillo
La provincia de Coronel Portillo es una de las cuatro que conforman el departamento de Ucayali en el oriente del Perú. 
Limita por el norte con el departamento de Loreto, por el este con Brasil, por el sur con la provincia de Atalaya y al oeste con la provincia de Padre Abad y los departamentos de Pasco y Huánuco. 
Su nombre honra la memoria del coronel Pedro Portillo, prefecto de Loreto de 1901 a 1904, y funcionario del Ministerio de Fomento, cargos desde los cuales impulsó la exploración y el desarrollo de las comunicaciones.

## Historia
La provincia fue creada en 1943 dentro de la jurisdicción del departamento de Loreto y abarcaba todo el actual territorio del departamento del Ucayali. El primer alcalde fue Arturo Bartra Flores, nombrado directamente por las autoridades nacionales por ser vecino notable y por su conducta intachable, así como por sus iniciativas para el progreso económico, cívico y social de la provincia. Su presencia directriz en la gestión edilicia se circunscribió al año de 1945.
Entonces estuvo integrada por los distritos de:
| - Callería - Masisea - Iparía - Tahuanía | - Raimondi - Yurúa - Purús |

Mediante Ley n.º 23099, del 18 de junio de 1980, se crea el departamento de Ucayali, que incluía entonces las provincias de Coronel Portillo y Ucayali. Esta última no aceptó la anexión al nuevo departamento y fue devuelta a Loreto.
En 1982 se reordena el departamento de Ucayali en cuatro provincias: Coronel Portillo, Atalaya, Padre Abad y Purús.

## División administrativa
La provincia tiene una extensión de 36 815,86 km² y se divide en 7 distritos:
| Ubigeo | Distrito      | Capital       | Superficie km² | Habitantes 2007 | Fundación                |
| ------ | ------------- | ------------- | -------------- | --------------- | ------------------------ |
| 250101 | Callería      | Pucallpa      | 10 485.41      | 136 478         | 13 de octubre de 1900    |
| 250102 | Campoverde    | Campoverde    | 1194.10        | 13 515          | 1 de junio de 1982       |
| 250103 | Iparía        | Iparía        | 8029.12        | 10 774          | 2 de julio de 1943       |
| 250104 | Masisea       | Masisea       | 14 102.19      | 11 651          | 13 de octubre de 1900    |
| 250105 | Yarinacocha   | Puerto Callao | 596.20         | 85 605          | 16 de octubre de 1964    |
| 250106 | Nueva Requena | Nueva Requena | 1857.82        | 5122            | 13 de septiembre de 1994 |
| 250107 | Manantay      | San Fernando  | 579.91         | 70 745          | 6 de junio de 2006       |

## Geografía

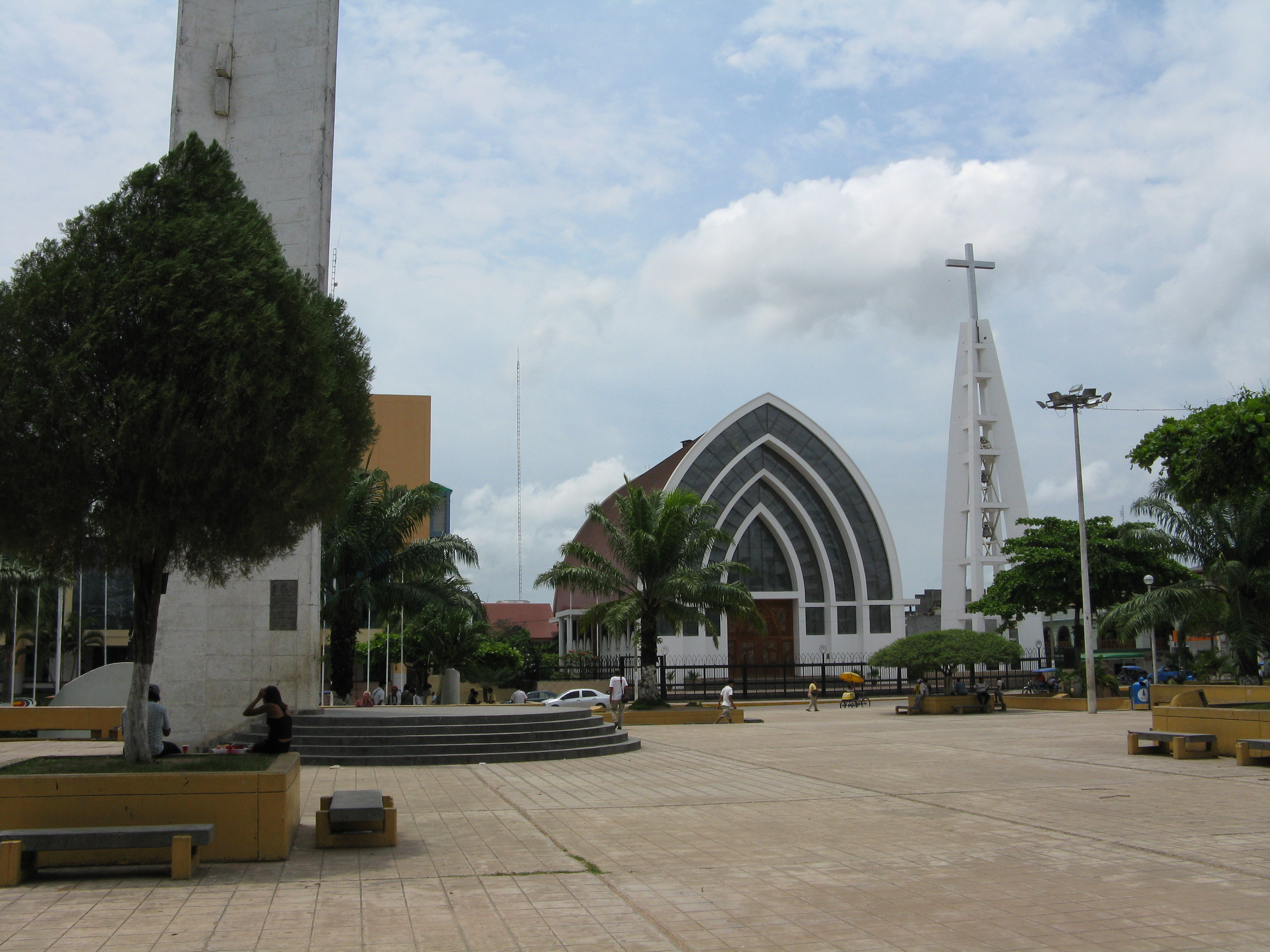
Plaza de Armas de Pucallpa

Esta provincia se encuentra ubicada en la región selva, su suelo es sinuoso y ondulado en algunas zonas, con más notoriedad al sur y al oeste, comprende parte de las cuencas del río Ucayali y del río Aguaytía, su altitud fluctúa desde los 104 a 2072 m s. n. m.

## Población
Según censo de 2007, la provincia tiene una población de 333 890 habitantes.

## Capital
La capital de esta provincia es la ciudad de Pucallpa, a 157 m s. n. m., con una población de 126 983 habitantes y 29 633 viviendas.

## Atractivos turísticos
Esta provincia de Coronel Portillo cuenta con paisajes naturales y los recursos turísticos naturales más importantes son:
- laguna Yarinacocha, en Puerto Callao, distrito de Yarinacocha;
- laguna Cashibococha, en Cashibococha, distrito de Yarinacocha;
- laguna Imiria, en Imiria, distrito de Masisea;
- laguna Shauya, en Shauya, distrito de Masisea.

## Autoridades

### Regionales
- Consejeros regionales
  - 2019-2022[6]

  1. Emerson Kepler Guevara Tello (Acción Popular)
  2. Jéssica Lizbeth Navas Sánchez (Alianza para el Progreso)
  3. Land Barbarán La Torre (Ucayali Región con Futuro)
  4. Raúl Edgar Soto Rivera (Alianza para el Progreso)

### Municipales
- 2019-2022[6]
  - Alcalde: Segundo Leónidas Pérez Collazos, de Alianza para el Progreso.
  - Regidores:

  1. Raúl Marden Contreras Ramírez (Alianza para el Progreso)
  2. Luis Alberto Vicente Yaya (Alianza para el Progreso)
  3. Nena Elisa Molnar Ríos (Alianza para el Progreso)
  4. Brenda Celica Rodríguez Acosta de Ramos (Alianza para el Progreso)
  5. Arturo Ananías Paucar Panez (Alianza para el Progreso)
  6. José Miguel Reátegui Urresti (Alianza para el Progreso)
  7. Kevinn Christian Chamorro Güere (Alianza para el Progreso)
  8. Ruth Erika Ventura Amasifuén (Alianza para el Progreso)
  9. José Alfredo Cárdenas Núñez (Acción Popular)
  10. Victor Hugo Soria Saldaña (Acción Popular)
  11. Maximiliano Supa Carhuas (Ucayali Región con Futuro)
  12. Liz Carol García Rengifo (Integrando Ucayali)
  13. Yris Elena Silva Orbegoso (Restauración Nacional)